# Campostoma
Campostoma is een geslacht van straalvinnige vissen uit de familie van karpers (Cyprinidae).

## Soorten
- Campostoma anomalum (Rafinesque, 1820)
- Campostoma oligolepis Hubbs & Greene, 1935
- Campostoma ornatum Girard, 1856
- Campostoma pauciradii Burr & Cashner, 1983
- Campostoma pullum (Agassiz, 1854)